# Игор Грекса
Игор Грекса (рођен 1986. године у Сремској Митровици)је српски позоришни глумац. Основне студије глуме завршио 2016. године на Академији умјетности у Новом Саду, у класи проф. Никите Миливојевића. Апсолвент је географије на ПМФ-у у Новом Саду.

## Улоге

### Позориште
- Коста Трифковић, Избирачица (Тошица)
- Александар Поповић, Кус Петлић (Ђакон Авакум)
- Кен Лудвиг Месец изнад Бафала (Пол)
- Мартин Макдона Сакати Били са Инишмана (Били)
- Петар Михајловић: Радничка хроника
- Патрик Хамилтон: Конопац (батлер Сабо)
- Јован Стерија Поповић: Зла жена (Срета)
- Аристофан: Лисистрата (Кинесија/стрипер)
- Слободан Владушић: Тенисер (Макс Јулинац)
- Николај Кољада: Кокошка (Василиј)
- Трејси Летс: Август у округу Осејџ (мали Чарлс Ејкен)
- Бранислав Нушић: Сумњиво лице (Милисав, срески писар)
- Реј Куни: Два у један-(Џорџ Пигден)
- Слободан Селенић: Ружење народа у два дела-водник Ђока/ Андре/ мајор Атертон/девојчица
- Молијер:Мизантроп-Акаст - Наратор
- „Гимпел луда“, режија Никола Кончаревић,(Рабин) (Академија уметности Нови Сад, 2014)
- „Орман“, режија Ивана Јаношев,(мушкарац) (Академија уметности Нови Сад, 2014. )[1]

## Телевизија
- 2016. Говорите ли мрњау (тв серија)-Ђура
- 2016.Први сервис(ТВ серија)-глумац
- 2018. шифра Деспот(Тв серија)-конобар 2
- 2021. Кљун(Тв серија) - Дејан Златановић[2]

## Награде
- Стеријина награда за сценски покрет (2020) за представу РАДНИЧКА ХРОНИКА
- Награда продуцентске куће Scomediasco за епизодну улогу на 66. Стеријином позорју за улогу у представи Кус петлић
- Награда за најбоље глумачко остварење (најбољу мушку улогу) на 28. Међународном фестивалу класике "Вршачка позоришна јесен" за улогу Ђакона Авакума у представи Кус петлић[1]